# Stradonice (Nižbor)
Stradonice jsou vesnice, část obce Nižbor v okrese Beroun ve Středočeském kraji. Nad vesnicí se nachází pozůstatky keltského oppida Stradonice.

## Umístění
Obec leží na východ od Nižbora a na západ od Hýskova. Na pravém břehu Berounky, pod Hradištěm (380 metrů) se nachází historické centrum vesnice, směrem k Nižboru přibývají nové rodinné domky. Na protějším břehu, ve svahu nad železniční tratí, se rozkládá chatařská oblast.

## Geografie
Stradonice jsou součástí Křivoklátské vrchoviny. Okolní krajinu tvarovala řeka Berounka a její přítoky během čtvrtohor.

## Historie
Do 2. století před naším letopočtem je zasazeno pravděpodobné první, keltské osídlení oblasti – oppidum Stradonice. Další nálezy pocházejí z 1.–3. století, tj. doby germánského osídlení. V blízkém lese byly objeveny i nálezy z dob slovanských.
První písemná zmínka pochází z listin ženského kláštera svatého Jiří na Pražském hradě z let 1227 a 1233. Stradonice byly majetkem kláštera zřejmě již dříve, ale původní listiny shořely roku 1142. V roce 1382 byly Stradonice ustanoveny Václavem IV. za nedílnou součást nižborského panství. Tou byly do roku 1848. Další zmínka o obci je z roku 1538, z tzv. register nižborských, v nichž je uveden počet 11 poddaných ve Stradonicích. Zmíněn je i rod Krabců, který ve Stradonicích žije dodnes (údaj k roku 2001).
Roku 1721 byl v obci založen hřbitov. Původně malý hřbitov musel být v době moru 1771–1772 rozšířen. U hřbitova dodnes stojí kaple svatého Liboria, původně se jednalo o dřevěnou kapli z roku 1685, která byla roku 1838 přestavěna na zděný filiální kostel. 2. srpna 1877 našel syn hrobníka Libora Lébra hrnec se zhruba 200 mincemi, keltskými duhovkami. Tento nález proslavil Stradonice nejen v odborných kruzích a odstartoval zlatou horečku.
Roku 1902 byl v obci zaveden gravitační vodovod.

## Současnost obce
V současnosti se v obci nachází Restaurace ve Stradonicích. Dříve býval v jejím sousedství i koloniál. Původní lávku, která byla postavena v roce 1963 a roku stržena povodní v roce 2002, nahradila nová. Slavnostně otevřena byla 26. března 2003.

## Obyvatelstvo
| Rok            | 1869 | 1880 | 1890 | 1900 | 1910 | 1921 | 1930 | 1950 | 1961 | 1970 | 1980 | 1991 | 2001 | 2011 | 2021 |
| -------------- | ---- | ---- | ---- | ---- | ---- | ---- | ---- | ---- | ---- | ---- | ---- | ---- | ---- | ---- | ---- |
| Počet obyvatel | 678  | 641  | 556  | 575  | 541  | 477  | 437  | 330  | 334  | 291  | 248  | 171  | 150  | 312  | 427  |
| Počet domů     | 67   | 79   | 78   | 80   | 78   | 84   | 90   | 125  | 99   | 86   | 82   | 93   | 94   | 125  | 142  |

## Obecní správa
Při sčítání lidu v letech 1850–1979 byly Stradonice samostatnou obcí, nejprve v okrese Rakovník, od roku 1950 v okrese Beroun. Od 1. ledna 1980 jsou částí obce Nižbor v okrese Beroun.

## Pamětihodnosti
- oppidum Stradonice
- kaple svatého Liboria
- hrob Františka Nepila

## Pověsti
Na Hradišti se nachází kříž zvaný Prachový. Váže se k němu pověst o uhlíři Františku Prachovi, jenž si zde postavil chalupu a hledal zlatý poklad. Byl však potrestán lesním duchem Dymou, chalupa mu shořela. O kříži se vypráví, že se neustále propadá do země. 